# グアムオオコウモリ
グアムオオコウモリ（Pteropus tokudae）は、翼手目 オオコウモリ亜目　オオコウモリ科に属するコウモリの一種。絶滅種。西太平洋のグアム島に生息していた。別名トクダオオコウモリ。
果実や花の蜜を食べていたとされる。
もともと先住民チャモロ人はオオコウモリを食べていたが、たいした量ではなく、自然の回復力の範囲内であった(そもそも弓や槍しか持たない先住民が森の中にいるオオコウモリを乱獲すること自体が困難だった)。ところが、グアム島が人気のリゾート地に発展すると、オオコウモリ料理はグアム島の名物料理とされ、乱獲によってみるみるうちにオオコウモリの数は減っていった。1968年に撃ち落とされたのが最後の一匹であったが、いまでもグアム島では、他の地域のオオコウモリを乱獲することによって「グアムオオコウモリ」料理が提供されている。